# オーストラリアン・キャトル・ドッグ
オーストラリアン・キャトル・ドッグ（英：Australian Cattle Dog）は、オーストラリア原産の牧牛犬種のひとつである。別名はブルー・ヒーラー（英：Blue Heeler）、クイーンズランド・ヒーラー（英：Queensland Heeler）、オーストラリアン・ヒーラー（英：Australian Heeler）。
尚、オーストラリアン・スタンピーテイル・キャトル・ドッグは本種の短尾種で、個別にFCIに公認登録されている。

## 歴史

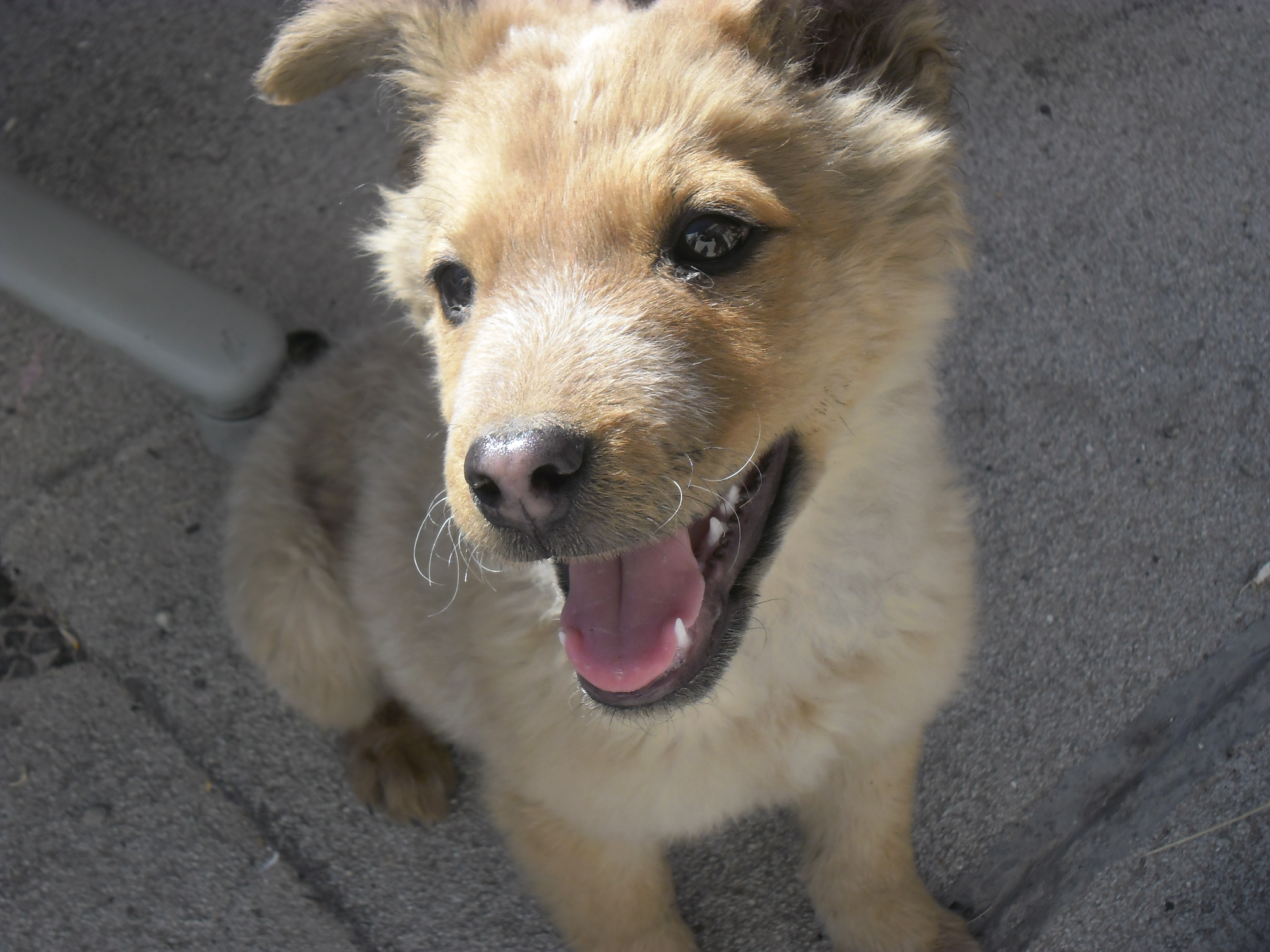
雌の子犬オーストラリアン・キャトル・ドッグ

これの原種は同国原産のティモンズ・バイターという犬種で、その犬は1830年代に作出された。ティモンズ・バイターは牧牛犬として優秀な働き振りを見せたが、ヒーラーとしては牛のかかとを強く噛みすぎるという欠点があった。それを直して完璧なヒーラーを作出する目的で本種の作出が計画された。1840年代に本種の作出が開始され、ティモンズ・バイターとブルー・マールの毛色のスムース・コリー、ディンゴ、スミスフィールド・キャトル・ドッグ、オーストラリアン・ケルピー、ブルテリア、ダルメシアンなどを計画的に交配させ、1890年にようやく完成した。
主に牛を追って管理する牧牛犬として使われている。ディンゴのように吠え声を出さずに牛を誘導し、言うことを聞かない牛はかかとを軽く噛んで驚かせ、従わせる。このように牛のかかとを噛んで驚かすことの出来る牧牛犬のことをヒーラーという。又、本種は牛だけでなく山羊や馬、アヒルなどのハーディング（牧畜での追い込み、及び管理）もすることが出来る、優秀な牧牛犬種のひとつである。
もっぱら作業犬として使われ続けてきたが、愛好家は多くショーにも出場し、FCIへ公認登録されることになった。現在も作業犬として人気が高く、オーストラリアだけでなく、アメリカの西部やニュージーランドなどでも使役されている。ショードッグやペットとしても飼育が行われていて、日本でもペットなどとして飼育が行われている。ただし日本での頭数はあまり多くなく、1〜2年に一度国内で仔犬が生まれ、ジャパンケネルクラブに登録されている。2009年度の国内登録頭数順位は134位中104位であった。
オーストラリア映画「マッドマックス2」では主人公マックスの相棒として活躍する。

## 元ギネス公認の世界最高齢犬

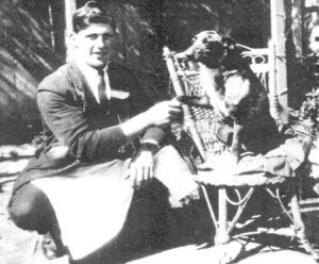
世界一長生きした犬とされていたブルーイー(Bluey)

本種の犬の中で現在最も著名であるのは、ギネスワールドレコーズ公認の世界最高齢記録を持っていた犬、「ブルーイー(Bluey)」（1910年6月7日 - 1939年11月14日）である。ブルーイーは老衰により天寿を全うした。29歳5ヵ月であった。彼は既に故犬であるが、出生年を確実に証明できる犬としては世界一長寿だった犬としての記録を2023年1月まで持ち続けていた。しかし2023年2月、当時存命中でポルトガルに住むラフェイロ・ド・アレンティジョのボビ（1992年5月11日 -）がギネスワールドレコーズ公認の「存命中の最高齢の犬」及び「史上最高齢の犬」（2023年2月1日時点で30歳266日）に認定され、その記録を破られた。

## 特徴

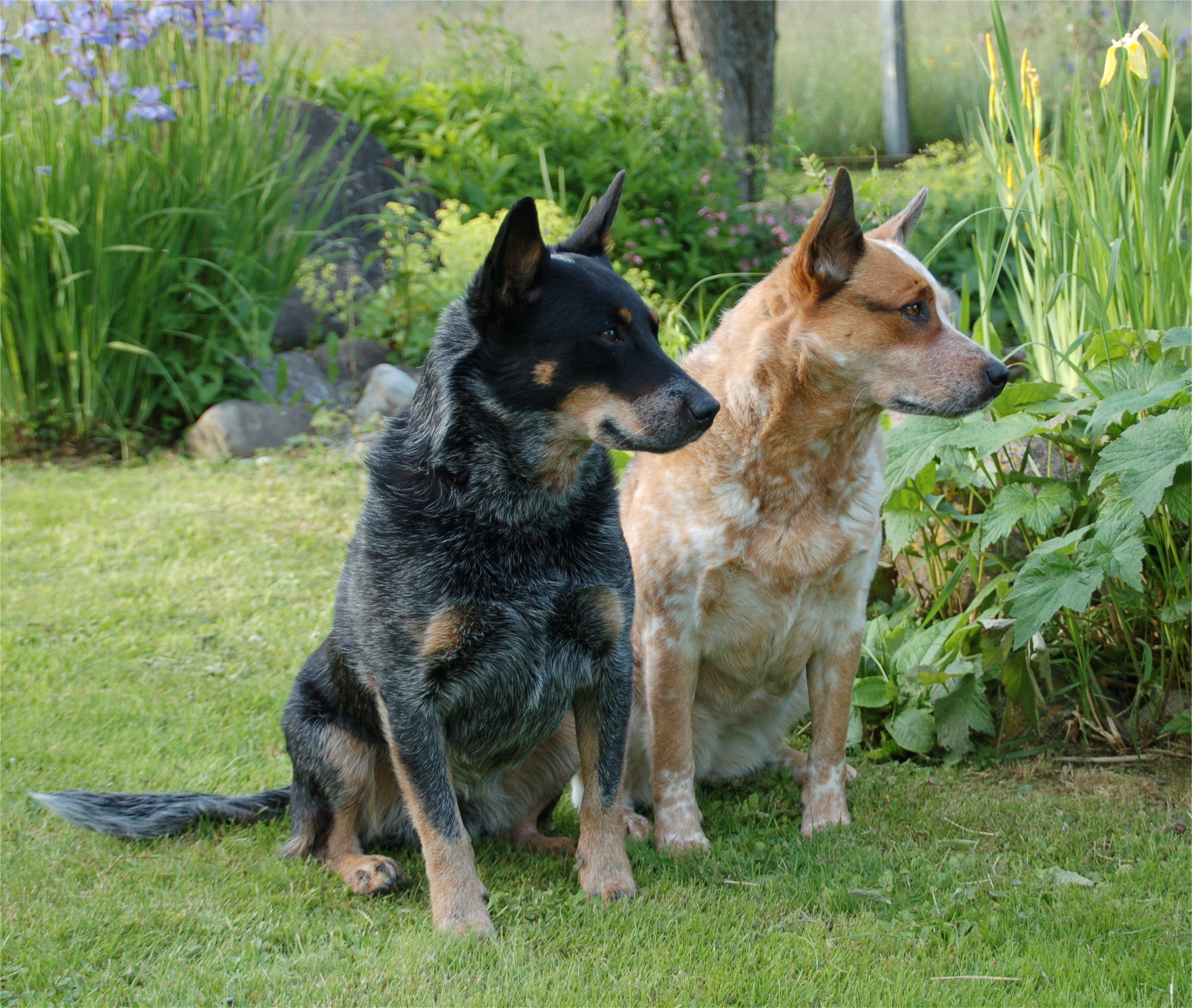
ブルー（黒）とレッド（茶）の犬

筋肉質でがっしりとした体を持ち、外見はややずんぐりしている。首は太く、胸が広い。胴は長めで、脚は太く短めである。耳は立ち耳、尾はふさふさした垂れ尾でオッターテイルの形状をしている。コートは硬くて長めのオーバーコートと柔らかく短めのアンダーコートのダブルコート構造になっている。毛色はブルー（黒に白い差毛）かレッド（茶に白い差毛）で、この他にはローン（かす毛）などの毛色も見られる。一般的に仔犬のころは殆どが白い毛で成長に伴って黒や茶の毛が増えていきブルーやレッドになる。雌の体高43〜51cm、体重16〜20kgの中型犬（雄は一回り大きい）で、性格は忠実で忍耐強く、知的であるが、やや神経質で人見知りする傾向がある。しつけの飲み込みや状況判断力が優れ、行動力と度胸がある。主人家族に対しては人懐こいが、あまりなじみの無い犬や人に対しては吠え立ててなかなか慣れようとしないのが短所である。既出の通りしつけの飲み込みはよいが、初心者が中途半端なしつけを行うと、ペット用の犬であれ人のかかとを強く噛むことがあるので、しっかりとしたしつけが必要不可欠である。スタミナがあり運動量は大型犬並みに多く、力強く活発な犬である。かかりやすい病気は関節疾患や生まれつきの盲目、難聴などがある。現役の作業犬種であり、且つ毛色関連の遺伝子による先天疾患を避けるための交配前検診が推薦されるため、なかなか手馴れたブリーダーでないと繁殖させられないのが、日本で本種のブリーダーの少ない原因のひとつである。